# Skolebrød
Le skolebrød, ou skolebolle, est un type de petit pain sucré norvégien fait de pâte à la levure de boulanger remplie de crème anglaise et décoré de glaçage trempé dans de la noix de coco râpée. Il était généralement mis dans les déjeuners scolaires comme dessert ou vendu lors de ventes de pâtisseries, d'où son nom.
Dans les régions occidentales de la Norvège, on l'appelle skolebolle (« brioche scolaire »), et dans les régions orientales et septentrionales de la Norvège, il est plus courant de l'appeler skolebrød (« pain scolaire »).
En Norvège arctique, un petit pain similaire sans glaçage ni noix de coco (appelé solbolle) est consommé pour célébrer le retour du soleil après la nuit polaire.